# EROSITA
eROSITA (extended ROentgen Survey with an Imaging Telescope Array) ist ein Weltraumteleskop an Bord des russisch-deutschen Satelliten Spektr-RG, welches von 2019 bis 2022 das Weltall in weicher Röntgenstrahlung im Bereich von 0,3 bis 11 keV in neuer spektraler und räumlicher Auflösung untersuchte. Es wurde am Max-Planck-Institut für extraterrestrische Physik (MPE) in Zusammenarbeit mit Instituten in Bamberg, Hamburg, Potsdam und Tübingen entwickelt. Das gesamte Projekt sollte etwa 90 Millionen Euro kosten, von denen das DLR und das MPE ungefähr jeweils die Hälfte tragen. Am 26. Februar 2022 versetzten die deutschen Betreiber eROSITA wegen des russischen Angriffskriegs gegen die Ukraine in einen Ruhezustand mit inaktivem Teleskop.

## Ziele
Die wissenschaftlichen Ziele sind
- der systematische Nachweis von Schwarzen Löchern in nahen Galaxien
- Erfassung von über drei Millionen weit entfernten aktiven Galaxien
- Nachweis von heißem intergalaktischen Gas in 50.000–100.000 Galaxienhaufen und Gruppen, um daraus Erkenntnisse zur großräumigen Struktur des Kosmos und dessen Entwicklung zu gewinnen
- Detailuntersuchungen der physikalischen Natur galaktischer Röntgenquellen wie Supernovaüberresten oder Röntgendoppelsternen[2]
- neue wissenschaftliche Erkenntnisse bezüglich Dunkler Materie und Dunkler Energie[3] Diese hypothetische Form von Energie ist eine mögliche Erklärung für die Beobachtung, dass das Universum immer noch beschleunigt expandiert; sie hängt deshalb mit einigen der bedeutendsten gegenwärtigen Fragen der Astronomie und Physik zusammen.
- Aufzeichnung einer Sammlung von mehreren Millionen kosmischer Röntgenquellen mittels einer Durchmusterung, die 20-mal empfindlicher sein soll als die des Röntgensatelliten ROSAT, der 1990 bis 1999 in Betrieb war

## Forschungsgeschichte
ROSAT beobachtete im Bereich von 0,1–2,4 keV (12–0,5 nm). Eines der Ergebnisse war, dass die Strahlung im energieärmeren Bereich teilweise absorbiert wird und dass die Beobachtung des Bereichs oberhalb von 2 keV bessere Erkenntnisse liefern kann. Die Röntgenteleskope Chandra und XMM-Newton haben lange Brennweiten und sind nur für Punktbeobachtungen geeignet.
Das ABRIXAS-Weltraumteleskop war für eine Himmelsdurchmusterung im Energiebereich von 0,5–15 keV (2,5–0,08 nm) vorgesehen, fiel aber kurz nach dem Start 1999 durch einen Designfehler aus. eROSITA hat viele Eigenschaften von ABRIXAS weiterentwickelt.

## Aufbau
Das Instrument eROSITA befindet sich an Bord des russisch-deutschen Weltraumobservatoriums Spektr-RG (kurz für Spektrum-Röntgen-Gamma). An Bord befindet sich außerdem das Instrument ART-XC, ein russisches Hochenergie-Röntgenteleskop im Bereich von 5–30 keV. Beide Teleskope schauen in die gleiche Richtung, haben aber unterschiedliche Empfindlichkeiten, Brennweiten und Sichtfelder.
eROSITA  basiert auf dem Prinzip eines Wolter-Teleskops und verwendet sieben koaxiale Wolter-I-Systeme mit jeweils 54 ineinander geschachtelten Spiegeln aus goldbeschichtetem Nickel. Die Röntgenstrahlen streifen dabei unter flachem Winkel die sehr glatten Metalloberflächen, erfahren dort eine Totalreflexion und werden so in Richtung des Detektors gebündelt. In Richtung der Teleskopachse sind zwei Sternensensoren angeordnet, die zum einen der Navigation, aber auch zur Ausrichtung der Teleskope dienen.
| Masse                                       | 815 kg            |
| Empfindlichkeitsbereich                     | 0,3–11 keV        |
| Sichtfeld                                   | 0,81°2            |
| Winkelauflösung                             | 18″               |
| Brennweite                                  | 1600 mm           |
| Durchmesser der Spiegel außen               | 358 mm            |
| Effektive empfindliche Fläche / bei Energie | 2400 cm2 / 1 keV  |
| Detektorfläche                              | 28,8 mm × 28,8 mm |
| Leistungsaufnahme                           | 405 W             |
| tägliche Datenmenge                         | 600 MB            |

## Bodensegment
Das 70-Meter Radioteleskop in Ussurijsk und das 64-Meter Radioteleskop in Medvezhi Ozera bei Moskau sind zur Datenübertragung vorgesehen. Die Steuerung des Weltraumobservatoriums Spektr-RG, auf dem eROSITA montiert ist, erfolgt durch Roskosmos.

## Missionsverlauf

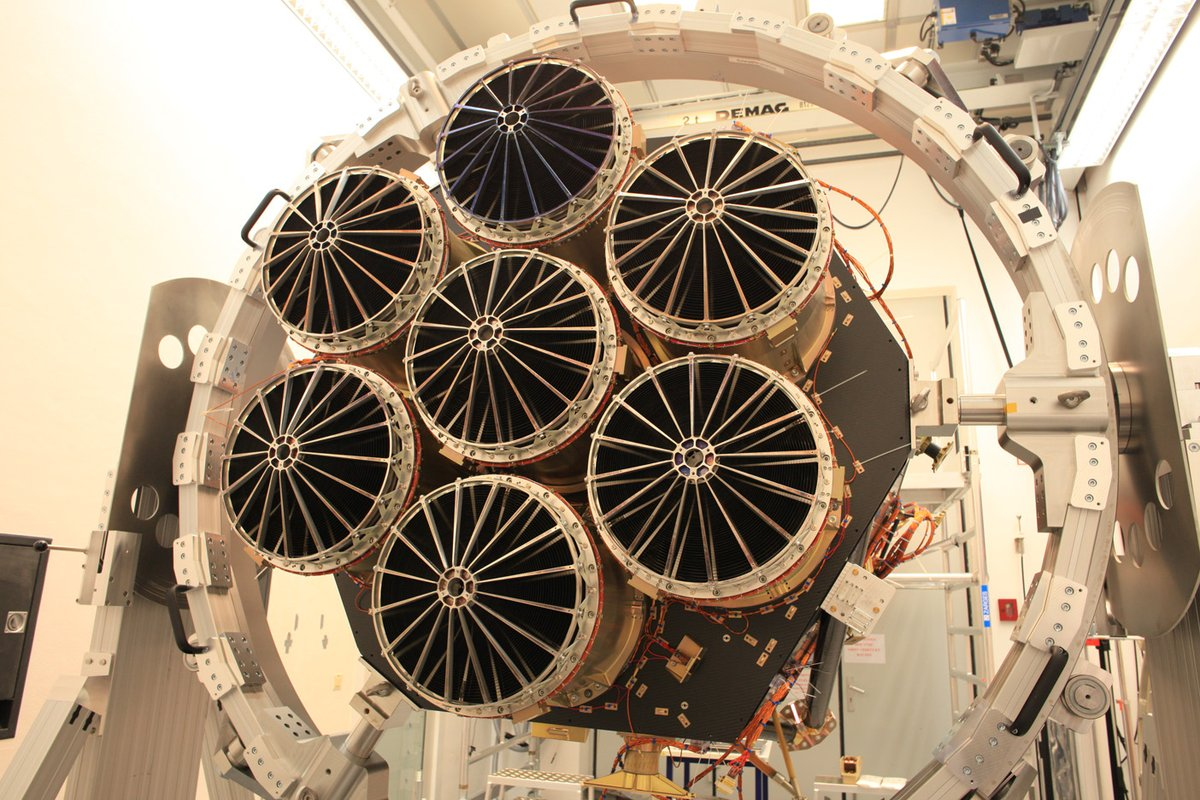
Die Spiegelmodule

Das Raumfahrzeug Spektr-RG wurde 13. Juli 2019 mit einer Proton-Rakete in den Weltraum gebracht, anschließend wurde es in einem Halo-Orbit um den Lagrange-Punkt L2 des Erde-Sonne-Systems positioniert, von wo aus eROSITA innerhalb von vier Jahren achtmal den gesamten Himmel durchmustern sollte. Im Oktober 2019 wurden erste Aufnahmen des Teleskops in Falschfarbendarstellung veröffentlicht.
Die erste vollständige Durchmusterung wurde ein Jahr nach dem Start abgeschlossen. Sie dauerte 182 Tage, dabei wurden 165 Gigabyte an Daten gesammelt. Daraus wurde eine Karte mit ca. einer Million Röntgenobjekten erstellt. Im Anschluss an die Durchmusterungen sollte eine Phase im Drei-Achsen-Betrieb folgen, bei der Wissenschaftler gezielte Beobachtungen einzelner Gebiete beantragen können und die interessantesten der bei der Durchmusterung gefundenen Objekte länger beobachten können.
Aufgrund des russischen Überfalls auf die Ukraine wurde gemäß einer Empfehlung eROSITA am 26. Februar 2022 in einen sicheren Zustand versetzt. Bis dahin waren vier komplette Durchmusterungen abgeschlossen. Dmitri Rogosin, zu der Zeit Leiter von Roskosmos und bekannt für provokante Aussagen, sagte Anfang Juni 2022 in einem Fernsehinterview, er wolle das Teleskop eROSITA auch gegen den deutschen Willen wieder in Betrieb nehmen. Deutschland hätte nicht das Recht, über die Nutzung des eROSITA-Teleskops zu bestimmen, weil die deutschen Entscheider eine (Zitat) faschistische Haltung hätten.
Am 16. November 2022 wurde eine komplette Überprüfung der Systeme von eROSITA eingeleitet, die sich über mehrere Monate erstrecken sollte.

## Veröffentlichungen
Vereinbarungsgemäß stehen den russischen und den deutschen Partnern alle Daten zur Verfügung, jedoch wurde das Recht zur Veröffentlichung der Ergebnisse in zwei galaktische Hemisphären aufgeteilt: Die östliche galaktische Hemisphäre steht dem russischen Konsortium zu, die westliche Hemisphäre dem deutschen Konsortium.
Am 31. Januar 2024 veröffentlichte das MPE mit dem eROSITA-DE Data Release 1 (DR1) die ihm zustehende Hälfte der Daten aus den ersten sechs Monaten der Mission, also aus der ersten Durchmusterung. Im Februar 2024 wurden auch erste wissenschaftliche Ergebnisse veröffentlicht, darunter neue Erkenntnisse zur Verteilung der Materie im Universum.
Die erste gesamte Himmelsdurchmusterung der westlichen Hemisphäre ergab mehr als 12.000 Galaxiencluster, 700.000 aktive galaktische Kerne und 180.000 Sterne oder andere kompakte stellare Objekte.
Am 15. bis 20. September 2024 wurden bei einer Konferenz in Garching unter dem Titel „First Results from the SRG/eROSITA All-Sky Survey: From Stars to Cosmology“ die neuesten Erkenntnisse der Astronomen und Wissenschaftler vorgestellt.